# Bydlino
Bydlino (kaszb. Bëdlëno, niem. Bedlin) – wieś w Polsce położona w województwie pomorskim, w powiecie słupskim, w gminie Redzikowo. Leży na terenie Równiny Słupskiej.
W latach 1954–1959 wieś należała i była siedzibą władz gromady Bydlino, po jej zniesieniu w gromadzie Strzelinko. W latach 1975-1998 miejscowość administracyjnie należała do województwa słupskiego.

## Nazwa
Nazwa wywodzi się od psł. rdzenia *bъdъla „gatunek grzyba” (por. pol. bedłka) z formantem -ino i jest rekonstruowana w oryginalnym brzmieniu jako *Bedlino. W gwarowej kaszubszczyźnie występowała w formach Bedleno, Bedlino, zaadaptowanych do niem. w formie Bedlin. Obecna nazwa została utworzona z adideacją do rzeczownika pospolitego bydło. 
Rada Języka Kaszubskiego proponuje kaszubską formę Bëdlëno, opartą na polskiej, z tą samą adideacją (kasz. bëdło „bydło”).

## Położenie
Wieś położona jest na zachodzie województwa, w północnej części powiatu słupskiego, przy drodze krajowej nr 21, 9,1 km na północny zachód od centrum Słupska, nad rzeką Słupią. Według regionalizacji fizycznogeograficznej Jerzego Kondrackiego leży na obszarze megaregionu Pozaalpejska Europa Środkowa, prowincji Nizina Środkowoeuropejska, podprowincji Pobrzeża Południowobałtyckie, makroregionu Pobrzeże Koszalińskie, mezoregionu Równina Słupska.

## Demografia
Bydlino jest klasyfikowane w studium uwarunkowań i kierunków zagospodarowania przestrzennego gminy Słupsk jako część strefy urbanizowanej U1, w której rozwijają się przede wszystkim funkcje mieszkaniowe oraz funkcje gospodarcze, które uzupełniają funkcje miejskie, korzystając z powiązań komunikacyjnych ze Słupskiem i możliwościami uzbrojenia technicznego. W związku z korzystnym położeniem miejscowości przy drodze krajowej nr 21 i intensywnym rozwojem zabudowy indywidualnej, studium zakładało przyrost ludności miejscowości na poziomie 922%, najwyższy w gminie. Liczba mieszkańców Bydlina 31 grudnia 2022 wynosiła 510 osób, w tym 253 mężczyzn i 257 kobiet.